# Festuca korabensis
Festuca korabensis är en gräsart som först beskrevs av Jáv. och Markgr.-dann., och fick sitt nu gällande namn av Markgr.-dann. Festuca korabensis ingår i släktet svinglar, och familjen gräs. Inga underarter finns listade i Catalogue of Life.